# BabyTron
BabyTron, pseudonimo di James Edward Johnson IV (Ypsilanti, 6 giugno 2000), è un rapper statunitense.

## Biografia
BIN Reaper 3: Old Testament (2022), sesto mixtape, è diventato il primo ingresso del rapper nella top 100 della Billboard 200. Ha poi inciso MegaTron 2 (2023), quinto album in studio, disco con cui ottiene una seconda entrata nella classifica LP statunitense.

## Discografia

### Album in studio
- 2020 – Sleeve Nash
- 2020 – Back to the Future
- 2022 – Megatron
- 2023 – 6
- 2023 – MegaTron 2

### EP
- 2020 – Pre-Game
- 2020 – S****y Bronx (con Bandgang Biggs)
- 2021 – Dookie Brother
- 2023 – Out on Bond

### Mixtape
- 2019 – BIN Reaper
- 2021 – Lewis & Clark
- 2021 – Dookie Brothers 2 (con TrDee)
- 2021 – Luka Troncic
- 2021 – BIN Reaper 2
- 2022 – BIN Reaper 3: Old Testament
- 2023 – BIN Reaper 3: New Testament
- 2024 – Case Dismissed
- 2024 – Mario & Luigi (con Certified Trapper)

### Singoli
- 2019 – Punch God 2
- 2019 – Globetrottin' (feat. Skilla Baby)
- 2019 – Flawless Victory
- 2019 – Tables Turned
- 2020 – New Year, Same You
- 2020 – Larry Lobster
- 2020 – Blizzard Talk (con i ShittyBoyz)
- 2020 – OK OK
- 2020 – Electric Slide (con Big Swag)
- 2020 – Rob and Big (con 10kkev)
- 2020 – Por favor (con StanWill)
- 2020 – LeTron & HD (con GetFresh HD)
- 2020 – Trae Young
- 2021 – Dookie Season (feat. RMC Mike)
- 2021 – Bad Leg (con King Myja)
- 2021 – Swish
- 2021 – Houdini
- 2021 – Ball Hog
- 2021 – Cade Cunningham
- 2022 – 6 Star Wanted Level
- 2022 – Type Shit
- 2022 – Euphoria
- 2022 – Caught an Opp (feat. Trdee)
- 2022 – Actions Speak Louder (con Brisco Bands)
- 2022 – Blah Blah Blah (con Trdee)
- 2022 – Blitz Flow (con Chibi Lol)
- 2022 – MMA (con Allstar JR)
- 2023 – Fat Racks, Pt. 2 (con Luh Tyler)
- 2023 – Cherry Chucks (con Kasher Quon)
- 2023 – 2AM in Dallas (con J1hunnit)
- 2023 – Mazel Tron (con BLP Kosher)
- 2023 – See Yall in June
- 2023 – Back on Tour (con G.T. e Certified Trapper)
- 2023 – RNF
- 2023 – Save Stress (con J1hunnit e MJPaid)
- 2023 – $1M
- 2023 – Hell Kitty (feat. Sam Nixon)
- 2023 – Merry Shitmas
- 2024 – Out on Tour
- 2024 – Boondocks
- 2024 – She the 1 (con YN Jay e Baby Money)
- 2024 – Pro Open (con BLP Kosher)
- 2024 – 1 Minute Freestyle
- 2024 – Tobey (con Eminem e Big Sean)